# ICEHOTEL
L'ICEHOTEL è un hotel di ghiaccio situato a Jukkasjärvi, 14 km a est di Kiruna, la città più settentrionale della Svezia.
È stato il primo hotel di ghiaccio del mondo ed è ricostruito ogni anno con blocchi di ghiaccio prelevati dal vicino fiume Torne, contestualmente allo svolgimento dell'annuale festival di scultura del ghiaccio.
La struttura svolge la sua regolare attività alberghiera da dicembre ad aprile di ciascun anno e ospita annualmente circa 50 000 visitatori.
Il suo costante successo ha creato un fenomeno che ha favorito la creazione di strutture analoghe nel resto della Scandinavia e in svariate località del mondo.

## Storia
Nell'inverno del 1989 a Jukkasjärvi si svolse una prima esibizione di arte dedicata alla scultura del ghiaccio. Nella primavera seguente l'artista francese Jannot Derid allestì la sua mostra all'interno di un iglù e il caso volle che esso fu utilizzato come luogo di pernottamento per alcuni visitatori che non trovarono posto negli alberghi della città. Essi dormirono in sacchi a pelo stesi a terra su pelli di renna e furono i primi, inconsapevoli ospiti di quello che da allora divenne il primo hotel di ghiaccio al mondo.
Memore di questo episodio, l'anno successivo l'imprenditore svedese Yngve Bergqvist promosse la realizzazione del primo, vero hotel di ghiaccio; da allora esso viene realizzato ogni anno e attrae decine di migliaia di turisti.

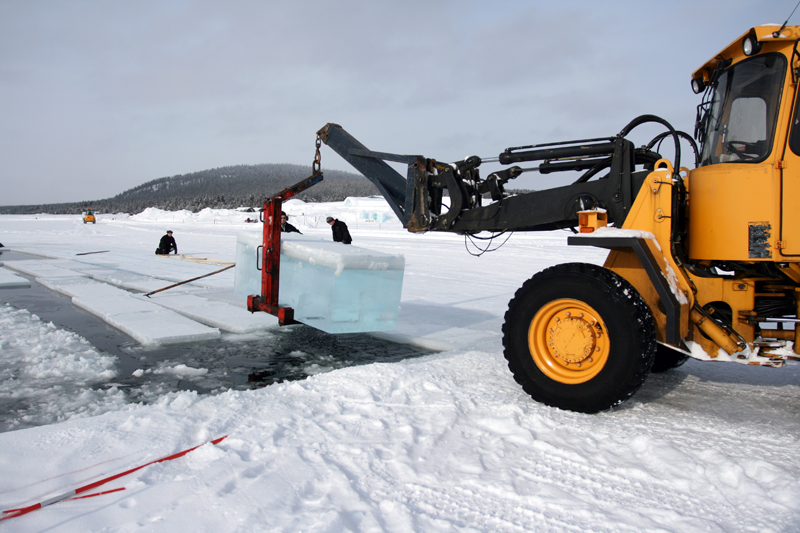
Le operazioni di estrazione del ghiaccio dal fiume Torne.

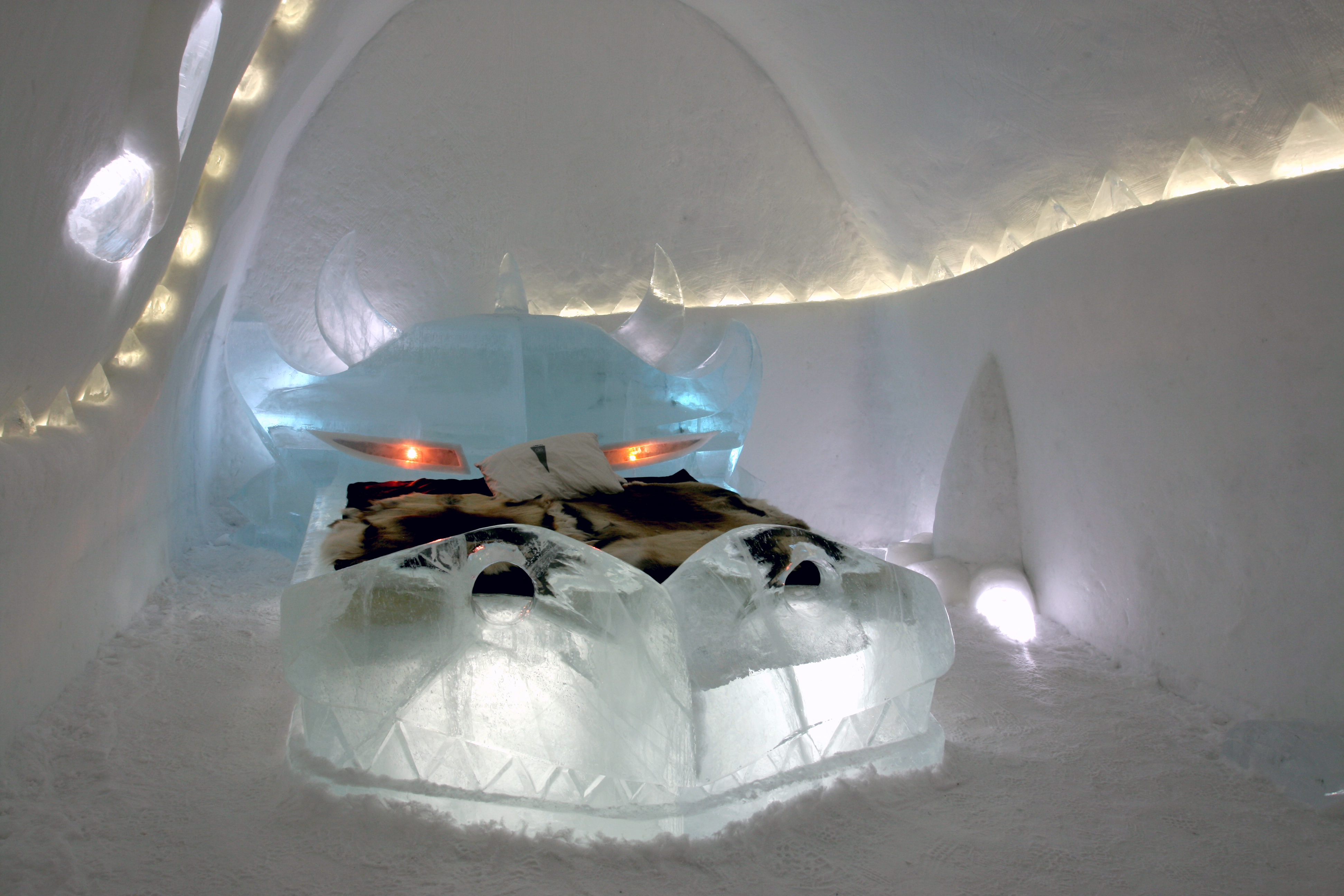
Una delle suite dell'hotel realizzata nel 2008 da Valli Schafer e Barra Cassidy.

## Caratteristiche

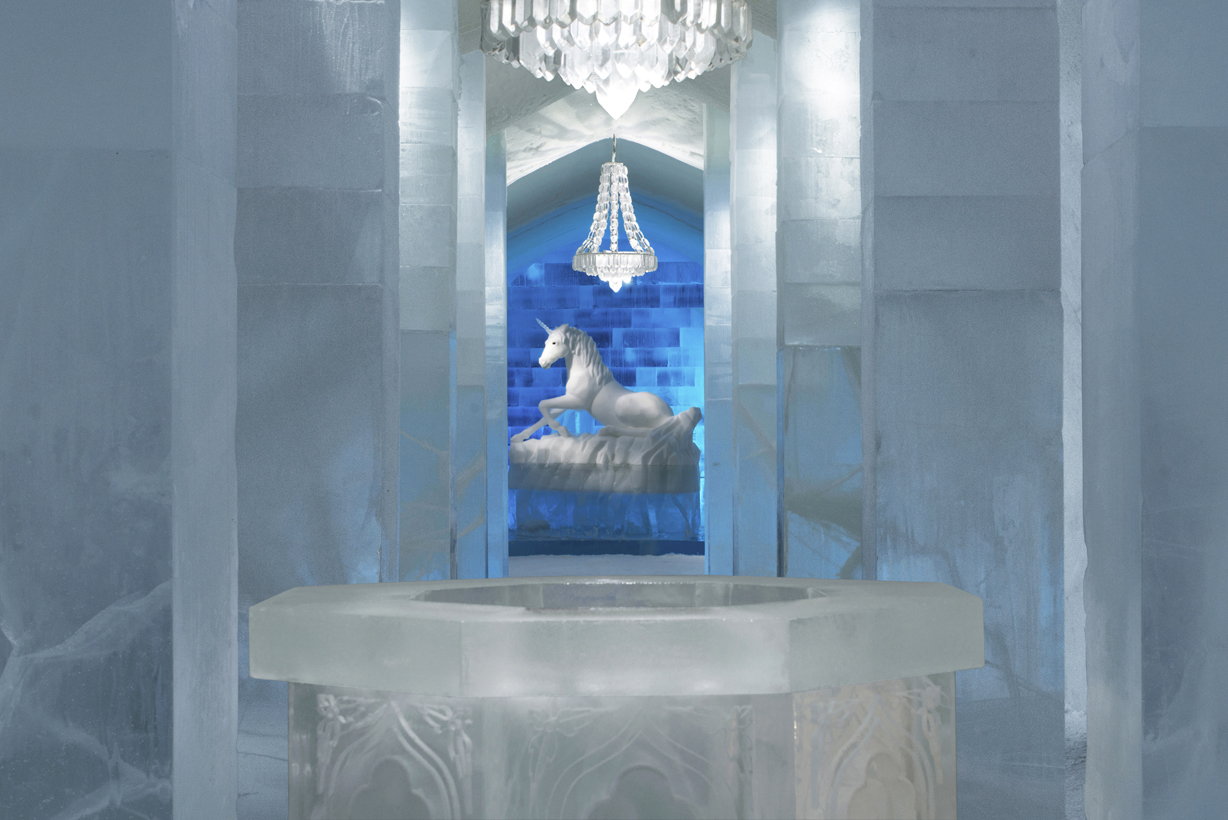
La hall dell'ICEHOTEL realizzata da Alessandro Falca e AnnaSofia Mååg nel 2014.

L'intera struttura, ricostruita ogni anno diversa dal 1991, è realizzata interamente con neve pressata e grossi blocchi di ghiaccio prelevati dal vicino fiume Torne.
Il metodo di costruzione consiste nell'impiego dei blocchi di ghiaccio trasparente per pareti e pilastri; essi vengono tenuti insieme grazie all'impiego dello snice, ovvero una sorta di amalgama di neve e ghiaccio che sostituisce la funzione della malta utilizzata nell'edilizia comune. Lo snice viene poi utilizzato anche per i soffitti, alcuni muri divisori o altre strutture architettoniche: per modellarle a piacimento l'amalgama di neve compattata viene sparata da speciali cannoni in casseforme di acciaio, successivamente rimosse dopo il suo congelamento.
La sua costruzione è scandita da più fasi e richiede alcuni mesi. La prima si svolge in novembre e richiede le necessarie operazioni di prelievo e accantonamento dei blocchi di ghiaccio; successivamente si procede con la costruzione della struttura.
La seconda fase consiste nell'ospitare soltanto artisti del ghiaccio provenienti da tutto il mondo, che avranno il compito di scolpire le circa 10.000 tonnellate di blocchi di ghiaccio restanti per realizzare tavoli, sedie, divani, letti, vari arredi e le sculture che completeranno l'hotel.
All'inizio di gennaio la struttura alberghiera è completa ed è pronta per aprire al pubblico. Sviluppata tutta su un solo piano, essa comprende sempre un ampio atrio, una reception, l'Absolut Icebar, una piccola chiesa e circa una sessantina tra camere e suites, per un massimo di 100 ospiti; nonostante il rigido clima esterno, la temperatura all'interno dell'hotel si mantiene costante tra i −3 °C e i −8 °C. Per il pernottamento vengono forniti degli speciali sacchi a pelo integrali analoghi a quelli in dotazione all'esercito svedese e pelli di renna. Per ragioni tecniche le camere non dispongono di servizi igienici: i bagni, le docce e l'immancabile sauna sono in una struttura attigua costruita in legno e materiali edilizi comuni che ospita anche il ristorante e una ventina di camere tradizionali riscaldate.
Dal 1991 l'ICEHOTEL di Jukkasjärvi, con i suoi circa 6000 m² detiene il primato del più grande hotel di ghiaccio al mondo ed è considerato una delle sette meraviglie della Svezia.
L'intera struttura dell'hotel di ghiaccio viene smantellata verso la metà di aprile o all'inizio di maggio in caso di condizioni climatiche particolarmente favorevoli. Tuttavia nel giugno del 2011, per la prima volta, è stato allestito un grande capannone refrigerato al cui interno è stato costruito una porzione dell'hotel comprendente l'Absolut Icebar, tre camere da letto e un laboratorio dove i visitatori potevano cimentarsi con la scultura di ghiaccio.

### L'Absolut Icebar

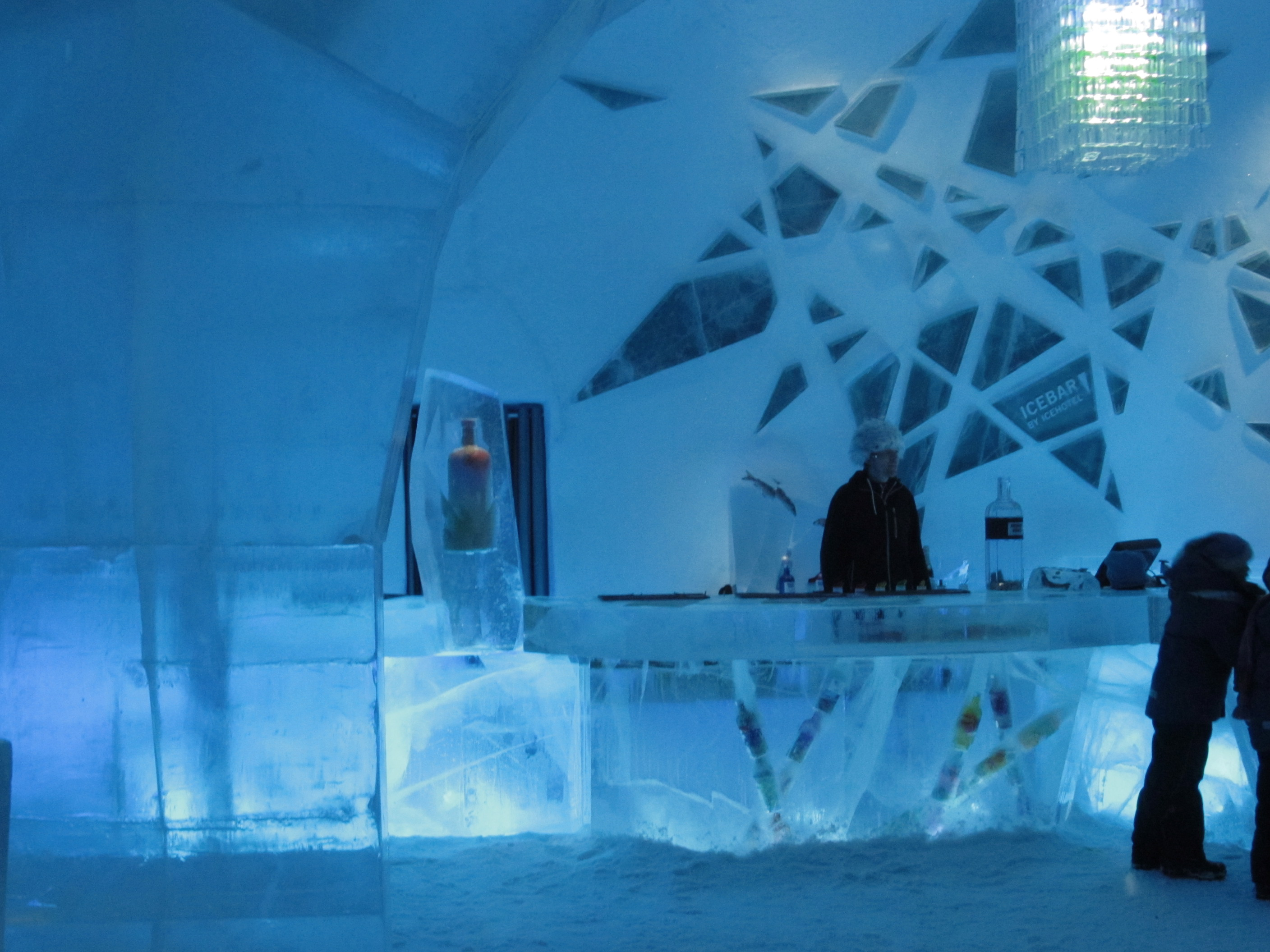
L'Absolut Icebar del 2005

A seguito del successo dell'ICEHOTEL, Yngve Bergqvist decise di trovare uno sponsor e ottenne un riscontro positivo dalla società che gestisce il celebre marchio svedese Absolut Vodka.
Nel 1994  si aprì quindi il primo Absolut Icebar e divenne anche l'ambientazione degli scatti fotografici di una campagna pubblicitaria della Absolut Vodka ad opera di Herb Ritts. 
I modelli scelti per l'evento furono Kate Moss, Naomi Campbell, Mark Findlay e Marcus Schenkenberg, tutti fotografati attorniati da una surreale ambientazione di ghiaccio e vestiti da creazioni di Gianni Versace.
Sul modello del primo Absolut Icebar è nato un franchising che da allora ne ha consentito l'apertura di altri a Stoccolma e Londra che riproducono le rigide condizioni climatiche dell'Icebar di Jukkasjärvi in maniera artificiale.

## L'ICEHOTEL nei media
- Nel 2008 l'ICEHOTEL è stato oggetto di un documentario trasmesso da Discovery Channel[12][13] e dal canale National Geographic.[14]
- Nel 2013 l'hotel è apparso in un filmato di presentazione dell'Eurovision Song Contest, svoltosi in Svezia.
- Nel 2014 la main hall dell'hotel, realizzata dagli artisti Alessandro Falca e AnnaSofia Mååg,[15] è stata utilizzata come scenografia dell'opera lirica scritta da Anton Tjechov (1860-1904) ed intitolata "Björnen/The Bear".[16]

## Galleria d'immagini

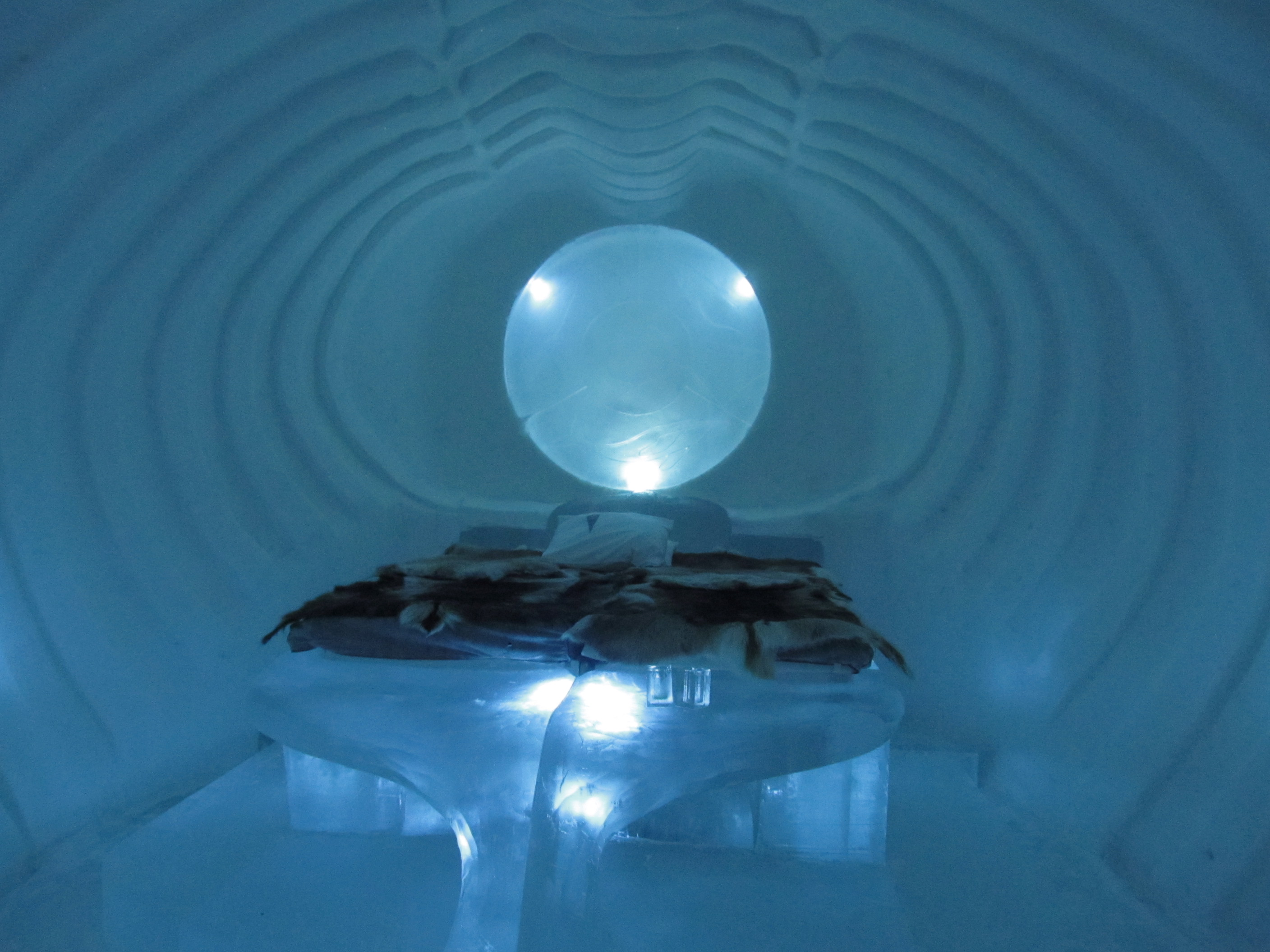
La suite "Blue Marine" realizzata da Andrew Winch e William Blomstrand nel 2012
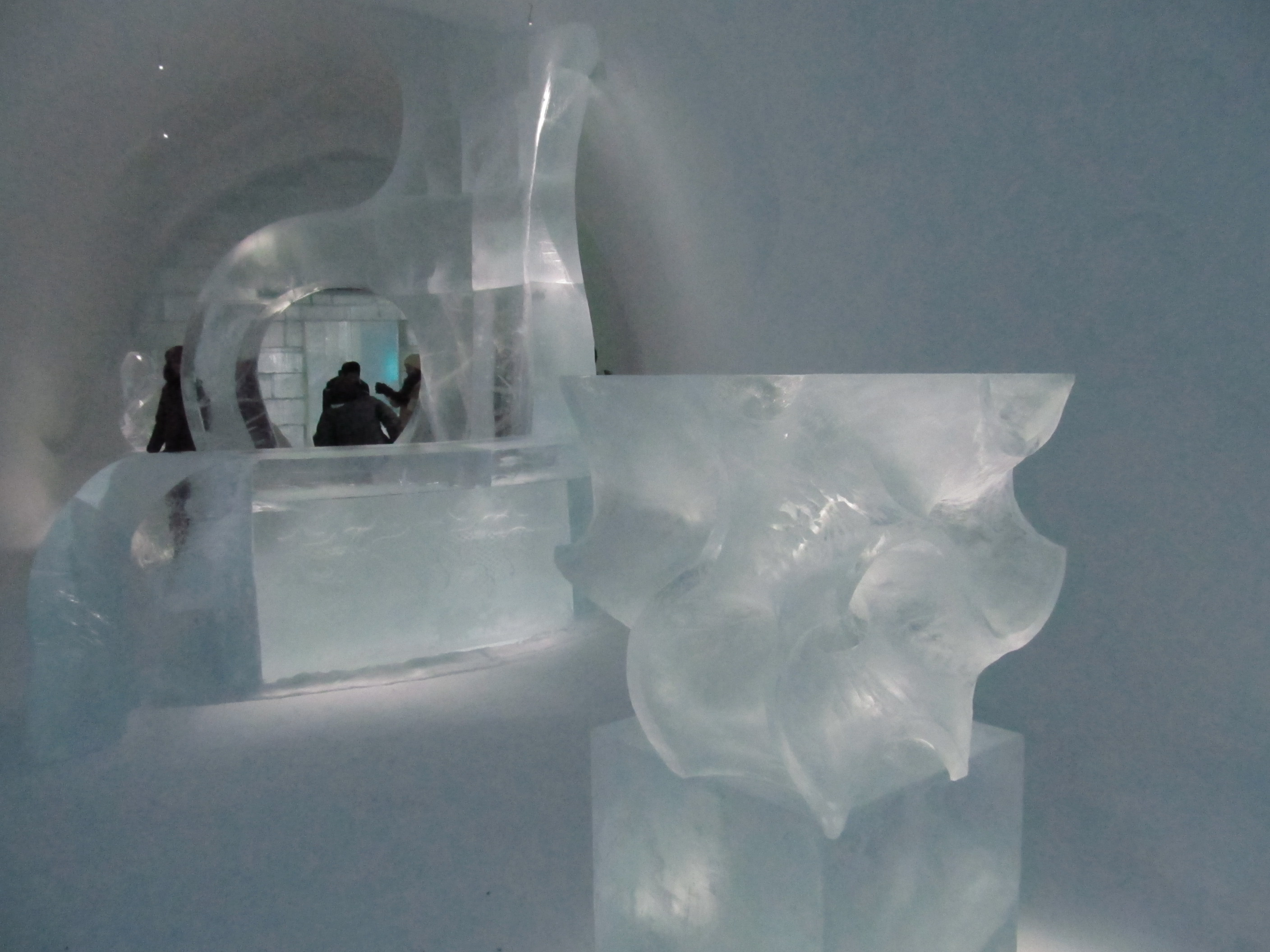
La reception dell'ICEHOTEL realizzata da Lena Kriström e Susan Christiansen nel 2012
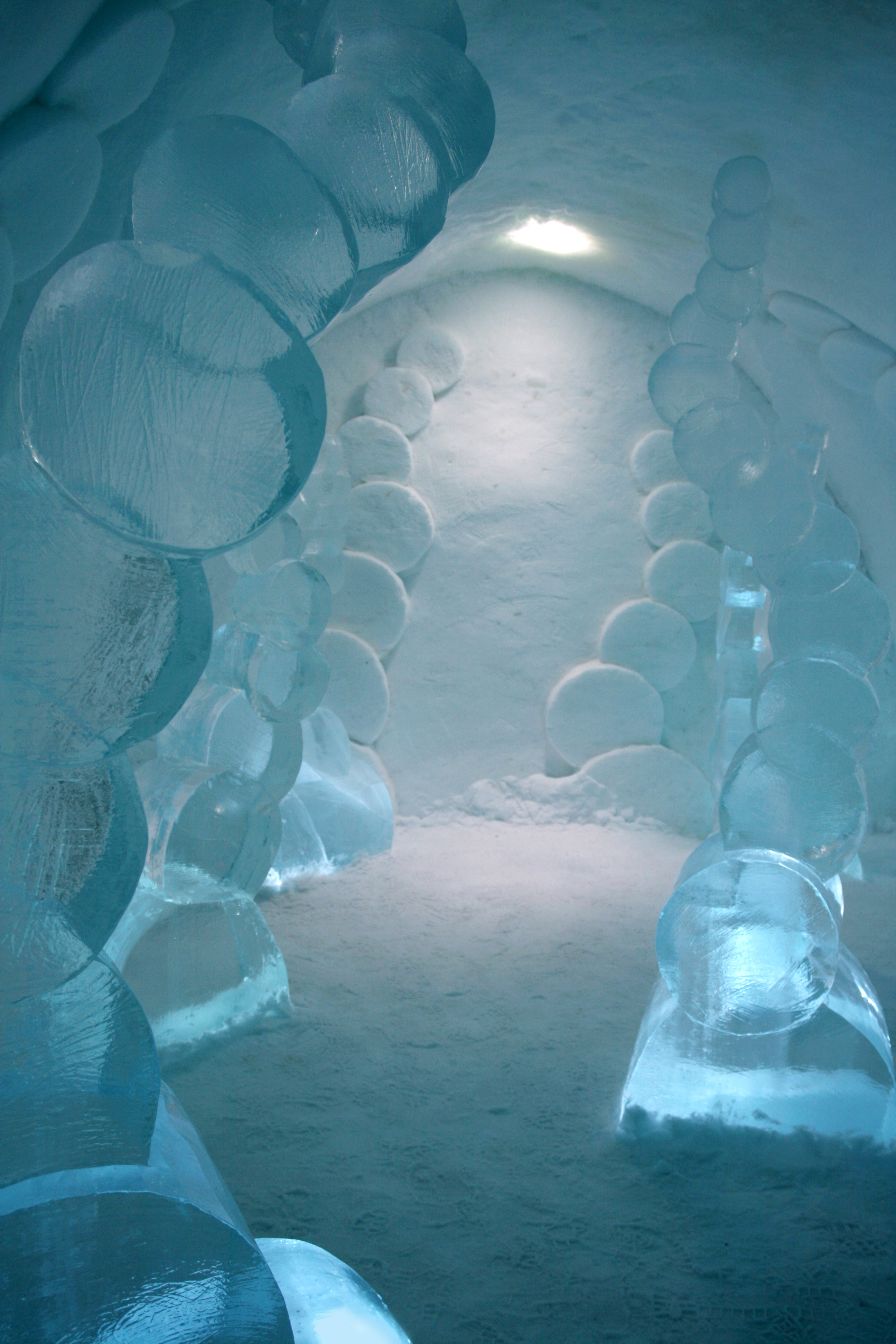
La suite "Coming out" di Maurizio Perron nel 2008
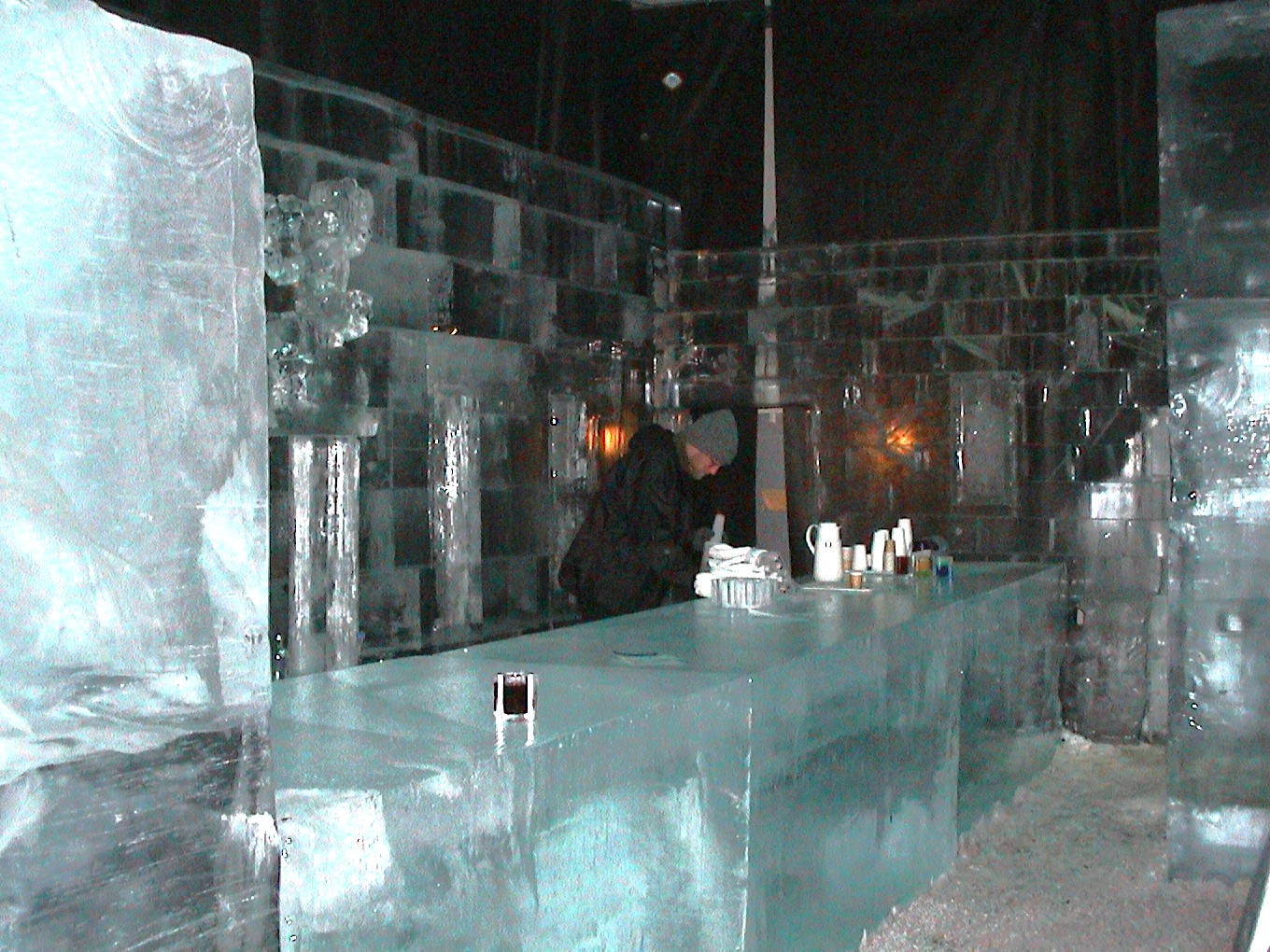
L'Ice Bar di Jukkasjärvi nel 2004